# Heinrich Schotten
Heinrich Georg Leonhard Schotten (* 3. Juli 1856 in Marburg; † 18. Februar 1939 in Berlin) war ein deutscher Mathematiker und Mathematikpädagoge.
Schotten, der Sohn des Marburger Universitätssyndikus Carl Friedrich Heinrich Schotten (1821–1855), ging auf das Gymnasium in Marburg und Leipzig (St. Nikolai) und studierte 1876 bis 1882 in Leipzig, Breslau, Berlin und Marburg für das Lehramt mit der Staatsprüfung in Marburg 1882 und der Promotion 1883 mit der Dissertation Über einige bemerkenswerte Gattungen der Hypocycloiden. Danach war er (nach einem Probejahr in Kassel) Gymnasiallehrer in Hersfeld, Schmalkalden und Kassel (Königliches Friedrichs-Gymnasium) und 1896 wurde er als Nachfolger von Albrecht Wilhelm Thaer Rektor der Oberrealschule in Halle. Auf seine Initiative entstand ein neues 1908 eingeweihtes Gebäude. 1921 ging er in den Ruhestand. Sein Nachfolger wurde der bereits an der Schule wirkende Chemiker, Lehrer und Schulbuchautor Emil Löwenhardt. 1938 zog Schotten als Witwer wegen Krankheit zu seinen Kindern nach Berlin.
Am 19. Oktober 1894 (Matrikel-Nr. 3040) wurde er zum Mitglied der Leopoldina gewählt.
Er war Herausgeber der Unterrichtsblätter für Mathematik und Naturwissenschaften und war im Beirat der deutschen nationalen Unterrichtskommission für Mathematik, die damals vor allem auf Initiative von Felix Kleinl als Teil eines internationalen Austauschs über Mathematikdidaktik entstand. Schotten war auch in einem mathematischen Abendkreis von Hochschullehrern aus Leipzig und Halle, darunter Georg Cantor und Felix Hausdorff. Er stand mit Felix Klein in Briefwechsel.

## Schriften
- Über Fusspunktscurven, Wissenschaftliche Beilage zum Programm des Kgl. Gymnasiums und Realgymnasiums zu Hersfeld, 1887
- Inhalt und Methode des Planimetrischen Unterrichts. Eine vergleichende Planimetrie,  B. G. Teubner, Leipzig, Band 1 1890, Band 2 1893. Archive, Band 1
- Neubearbeitung der 2. Auflage von Friedrich Reidt: Anleitung zum mathematischen Unterricht an höheren Schulen, Berlin, 2. Auflage 1906
- Mathematischer Unterricht, Schulprogramm der Oberrealschule, Halle 1899
- Die „Meraner Vorschläge“ und die neuere mathematische Schulliteratur, Beilage zum Osterprogramm der städtischen Oberrealschule, Halle 1910, S. 5–24
- Bericht über die 77. Versammlung Deutscher Naturforscher und Ärzte in Meran, Unterrichtsblätter für Mathematik und Naturwissenschaften, Band 12, Heft 2, 1906, S. 39–41[4]